# Béni-Aïssi
Béni-Aïssi là một đô thị thuộc tỉnh Tizi Ouzou, Algérie. Dân số thời điểm năm 2002 là 7.914 người.